# Le Portrait mystérieux
Le Portrait mystérieux je francouzský němý film z roku 1899. Režisérem je Georges Méliès (1861–1938). Film trvá zhruba jednu minutu. Do anglofonních zemích se dostal buď pod názvem A Mysterious Portrait nebo The Mysterious Portrait.
Jedná se o jeden z mnoha Mélièsových filmů využívajících vícenásobnou expozici, jejímž průkopníkem byl pravděpodobně britský filmař George Albert Smith. Méliès tuto techniku využil například ve snímcích Un homme de têtes (1898) nebo L'Homme-Orchestre (1900).

## Děj
Kouzelník vystaví do popředí prázdný rám obrazu a vloží do něj malbu se stoličkou. Poté kouzelník pomocí gest vyčaruje obraz sama sebe na stoličce, se kterým si začne povídat. Obraz poté nechá zmizet a vrátí ten původní, kolem kterého se na konci snímku projde, aby diváky ujistil, že za obrazem nikdo není.